# سانت ماریه
سانت ماریه (به ایتالیایی: Sante Marie) یک کومونه در ایتالیا است که در استان لاکویلا واقع شده‌است. سانت ماریه ۴۰٫۰۰ کیلومتر مربع مساحت و ۱٬۲۵۱ نفر جمعیت دارد و ۸۵۰ متر بالاتر از سطح دریا واقع شده‌است.